# باتريك مور (لاعب كرة مضرب)
باتريك مور هو لاعب كرة مضرب سويسري، ولد في 6 أبريل 1971.

## وصلات خارجية
- باتريك مور على موقع رابطة محترفي التنس (الإنجليزية)
- باتريك مور على موقع الاتحاد الدولي لكرة المضرب (الإنجليزية)
- باتريك مور على موقع كأس ديفيز (الإنجليزية)
- باتريك مور على موقع خلاصة التنس.كوم (الإنجليزية)